# Voinjama
Voinjama er en by i det nordlige Liberia, beliggende tæt ved grænsen til nabolandet Guinea. Byen har et indbyggertal (pr. 2008) på cirka 27.000.